# Antónivka (Crimea)
|  | Per a altres significats, vegeu «Antónovka». |

Antónivka (en (ucraïnès): Антонівка) és un poble de la República Autònoma de Crimea a Ucraïna, que el 2014 tenia 29 habitants. Pertany al districte rural de Djankoi.